# Xã Green, Quận Shelby, Ohio
Xã Green (tiếng Anh: Green Township) là một xã thuộc quận Shelby, tiểu bang Ohio, Hoa Kỳ. Năm 2010, dân số của xã này là 919 người.